# Bactrocera aeroginosa
Bactrocera aeroginosa är en tvåvingeart som först beskrevs av Drew och Albany Hancock 1981.  Bactrocera aeroginosa ingår i släktet Bactrocera och familjen borrflugor. Inga underarter finns listade.